# MC Breed
MC Breed, bürgerlich Eric Breed (* 12. Juni 1971 in Flint, Michigan; † 22. November 2008 in Ypsilanti, Michigan), war ein US-amerikanischer Rapper. Er arbeitete unter anderem mit den Rappern Too Short, The D.O.C., Warren G und Tupac Shakur zusammen.

## Leben
Breed ist bekannt als der erste kommerziell erfolgreiche Rapper aus dem Mittleren Westen der Vereinigten Staaten. MC Breeds erstes Album wurde mit der Rap Gruppe DFC veröffentlicht und trug den Titel MC Breed & DFC. Es erschien über die Plattenfirma SDEG Records.
1992 erschien als MC Breeds Solodebüt das Album 20 Below, danach veröffentlichte er 1993 The New Breed. Darauf folgte eine umfangreiche Diskografie und eine lange Karriere, die zeitweise erfolgreich war, ihn aber nie in den Mainstream führte. Seine höchste Platzierung in den US-Charts gelang ihm 1994 mit dem Album Funkafied, das Rang 106 in der Hitparade Billboard 200 erreichte. Während seiner Karriere schloss er sich verschiedenen Rapszenen an. Zu Beginn seiner Karriere waren er und DFC relativ unabhängig, weil die Gruppe eine der ersten Rapgruppen aus dem Mittleren Westen war. Später gehörte er der Westcoast-Hip-Hop-Szene an. Er war ein Freund des West-Coast-Rappers Too Short. Für sein 1995er Album Big Baller arbeitete er mit Dirty-South-Szene zusammen.
1996 und 1997 erschienen mit To Da Beat Ch’all und Flatline zwei weitere Alben über das Label Wrap Records. Anschließend war der Vertrag erfüllt und MC Breed wechselte zu Power Records (Vertrieb: Roadrunner Records), wo er 1999 das Album Its All Good veröffentlichte. Im gleichen Jahr erschien die Kompilation 2 for the Show, die seine Kollaborationen mit Künstlern wie 2Pac und Too Short versammelte.
2000 spielte er im Film Dollar die Hauptrolle und beteiligte sich am Soundtrack. Im gleichen Jahr erschien das best-Of-Album The Thugz, Vol. 1, auf dem auch Too Short, Richie Rich und Bootleg von The Dayron Family vertreten sind. Anschließend verließ er Power Records. Sein nächstes Album The Fharmacist erschien über das Independent-Label Fharmacy Records, das jedoch relativ schnell aufhörte zu existieren. Sein Album, auf dem wieder Bootleg von der Dayton Family dabei war, blieb tatsächlich der einzige Release des Labels.
2004 veröffentlichte er sein letztes Album The New Prescription, das über Urban Music Zone Entertainment, ein Unterlabel von Psychopathic Records, veröffentlicht wurde.
Am 11. Mai 2006 wurde Breed verhaftet und zu einem Jahr im Gefängnis verurteilt, weil er es versäumte 200.000 US-Dollar an Unterhalt zu zahlen. Am 2. April 2008 wurde Breed in Flint, Michigan erneut verhaftet, weil er keinen Kindesunterhalt bezahlt hatte. Seine Kaution wurde auf 18.000 $ festgesetzt.
Am 5. September 2008 wurde der Rapper ins Krankenhaus eingeliefert und dort künstlich beatmet, nachdem er während eines Basketballspiels ein Nierenversagen erlitten hatte. Am 22. November 2008 starb Breed im Schlaf. Ein geplanter Dokumentarfilm sowie ein neues Album waren zum Zeitpunkt seines Todes in der Mache, wurden jedoch nicht mehr fertig gestellt.

## Diskografie

### Studioalben
| Jahr | Titel          | Höchstplatzierung, Gesamtwochen, AuszeichnungChartsChartplatzierungen (Jahr, Titel, Platzierungen, Wochen, Auszeichnungen, Anmerkungen) | Anmerkungen                                   |
| Jahr | Titel          | US | Anmerkungen                                   |
| ---- | -------------- | --- | --------------------------------------------- |
| 1991 | MC Breed & DFC | US142 (10 Wo.)US | Erstveröffentlichung: 13. August 1991 mit DFC |
| 1992 | 20 Below       | US155 (4 Wo.)US | Erstveröffentlichung: 12. Mai 1992            |
| 1993 | The New Breed  | US156 (15 Wo.)US | Erstveröffentlichung: 27. April 1993          |
| 1994 | Funkafied      | US106 (6 Wo.)US | Erstveröffentlichung: 7. Juni 1994            |
| 1995 | Big Baller     | US143 (2 Wo.)US | Erstveröffentlichung: 20. Juni 1995           |
| 1999 | It’s All Good  | US180 (1 Wo.)US | Erstveröffentlichung: 9. Februar 1999         |

Weitere Studioalben
- 1996: To Da Beat Ch’all
- 1997: Flatline
- 2001: The Fharmacist
- 2004: The New Prescription

Kompilationen
- 1995: The Best of
- 1997: Saucy
- 1999: 2 for the Show
- 2000: The Thugz, Vol. 1
- 2000: Rare Breed
- 2002: Chopped and Screwed
- 2004: The Mix Tape
- 2007: The Hits (mit DFC)

### Singles
| Jahr | Titel Album                                    | Höchstplatzierung, Gesamtwochen, AuszeichnungChartsChartplatzierungen (Jahr, Titel, Album, Platzierungen, Wochen, Auszeichnungen, Anmerkungen) | Anmerkungen                                 |
| Jahr | Titel Album                                    | US | Anmerkungen                                 |
| ---- | ---------------------------------------------- | --- | ------------------------------------------- |
| 1991 | Ain’t No Future In Yo’ Fronting MC Breed & DFC | US66 (20 Wo.)US | Erstveröffentlichung: Dezember 1991 mit DFC |
| 1993 | Gotta Get Mine The New Breed                   | US96 (2 Wo.)US | Erstveröffentlichung: August 1993           |

Weitere Singles
- 1991: Just Kickin’ It (mit DFC)
- 1992: I Ain’t to Be Flexed With
- 1992; No Frontin’ Allowed
- 1992: Ain’t Too Much Worried
- 1993: Tight
- 1994: Late Nite Creep (Booty Call)
- 1994: Seven Years / What You Want
- 1994: Everyday Ho / Flashbacks
- 1995: Well Alright
- 1995: Teach My Kids
- 1995: Sea of Bud / Some Otha
- 1996: to Da Beat Ch’All
- 1997: Guerilla Pimpin’/Dreamin’
- 1997: U Can’t See Me/My Walls
- 1999: Playa Hatta
- 1999: Gangsta Sh*t
- 1999: It’s All Good
- 2004: Rap Game/Popcorn Popper